# Голема кула (Лерин)
Голема кула (на гръцки: Μεγάλος Κουλές) е бивша османска кула в южномакедонския град Лерин (Флорина), Гърция.

## Местоположение
Кулата се е намирала на днешната улица „Траки“ в историческата Арнаутска махала.

## История
Кулата е изградена в XIX век във византийски стил, който в XVIII век започва да са се възражда поради несигурността на времената. Кулата е била срещу къщата на последния мюфтия на Лерин, Мехмет Хулуси ефенди. Марсел Коен, посетил района в 1918 - 1919 година казва, че кулата е голяма албанска къща, която стои празна в източната част на града, близо до реката. Той посочва, че до нея има достъп от улица „Венизелос“ (днес „25 март“) и счита, че собствениците на къщата са били албански първенци, които вероятно са притежавали ниви в съседното поле, обработвани от селяни от Чифлика. Димитрис Мекасис казва, че кулата е много здрава сграда, изградена от камъни и твърди тухли. Стените ѝ са дебели и въпреки че основата на кулата е около 50 m2, вътрешността ѝ е малка. Височината достига около 8 до 10 метра. Външната врата е много малка, а вътрешно каменно стълбище води към горните етажи. Кулата има два етажа. Таваните на двата етажа са полусферични и образуват купол, изработен от масивни тухли. Във всеки външен ъгъл на сградата има кула, издадена еркерно. Освен тези четири кулички има и други, разположени в средата на двете най-големи страни на кулата. Така общият брой на куличките е шест, а с централната над вратата стават седем. В 1928 година кулата е купена на търг от общината и в 1930 година по времето на кмета Тего Сапунджиев е разрушена от градските власти.